# Kallur Kot
Kallur Kot, Kalur Kot ou Kallurkot (en ourdou : کلورکوٹ) est une ville pakistanaise située dans le district de Bhakkar, dans le nord de la province du Pendjab. C'est la troisième plus grande ville du district. Elle est située sur la rive gauche du fleuve Indus, non loin de la frontière avec la province de Khyber Pakhtunkhwa, et à près de cent kilomètres au nord de Dera Ismail Khan.
La population de la ville a été multipliée par plus de trois entre 1972 et 2017 selon les recensements officiels, passant de 9 430 habitants à 29 578. Entre 1998 et 2017, la croissance annuelle moyenne s'affiche à 1,6 %, bien inférieure à la moyenne nationale de 2,4 %. Selon le recensement de 2023, la population de la ville monte à 34 319 habitants.
|            | 1972 (rec.) | 1981 (rec.) | 1998 (rec.) | 2017 (rec.) | 2023 (rec.) |
| ---------- | ----------- | ----------- | ----------- | ----------- | ----------- |
| Population | 9 430       | 12 456      | 21 770      | 29 578      | 34 319      |